# Gymnodactylus darwinii
Gymnodactylus darwinii é uma espécie de lagarto da família Phyllodactylidae. O nome específico, darwini, é uma homenagem ao naturalista inglês Charles Darwin. É endêmica no leste do Brasil, na Mata Atlântica.